# Julio María Palleiro
Julio María Palleiro (né et mort à des dates inconnues) est un joueur de football uruguayen, qui jouait au poste d'attaquant.